# Knipowitschia montenegrina
Knipowitschia montenegrina és una espècie de peix de la família dels gòbids i de l'ordre dels perciformes.

## Morfologia
Els mascles poden assolir els 2,8 cm de longitud total.

## Distribució geogràfica
Es troba al sud de Montenegro.